# Merla capbruna
La merla capbruna (Turdus chrysolaus) és un ocell de la família dels túrdids (Turdidae).

## Hàbitat i distribució
Habita boscos mixtos amb matolls del sud-est de Sibèria a Sakhalín, illes Kurils septentrionals i centrals, i Japó.